# 豊中市立第八中学校
豊中市立第八中学校（とよなかしりつ だいはちちゅうがっこう）は、大阪府豊中市新千里東町三丁目にある公立中学校。
千里ニュータウン内に1966年に開校した。その後生徒数の増加に伴い、豊中市立第九中学校・豊中市立第十六中学校を分離している。
主な部活動は準硬式野球部、サッカー部、陸上競技部やバドミントン部、バスケットボール部である。

## 沿革
- 1966年4月1日 - 創立。
- 1969年4月 - 新千里東町を校区に編入。
- 1970年4月1日 - 豊中市立第九中学校を分離。
- 1981年4月1日 - 豊中市立第十六中学校を分離。
- 1982年4月1日 - 従来の豊中市立第九中学校の校区の一部を編入。
- 2005年4月1日 - 従来の校区の一部を、豊中市立第九中学校の校区へ分離編入。

## 通学区域
- 豊中市立北丘小学校の通学区域。
  - 新千里北町1-3丁目。
- 豊中市立東丘小学校の通学区域。
  - 新千里東町1-3丁目。
- 豊中市立中学校通学区域一覧表を参照。

## 交通
- 千里中央駅から徒歩12分。
- 阪急バス千里ニュータウン線 豊中八中前停留所から徒歩すぐ。